# Кастро (Апулия)
Кастро (итал. Castro) — коммуна в Италии, располагается в регионе Апулия, в провинции Лечче.
Население составляет 2530 человек (2008 г.), плотность населения составляет 632 чел./км². Занимает площадь 4 км². Почтовый индекс — 73030. Телефонный код — 0836.
В коммуне 25 марта особо празднуется Благовещение Пресвятой Богородицы.

## Демография
Динамика населения:

## Администрация коммуны

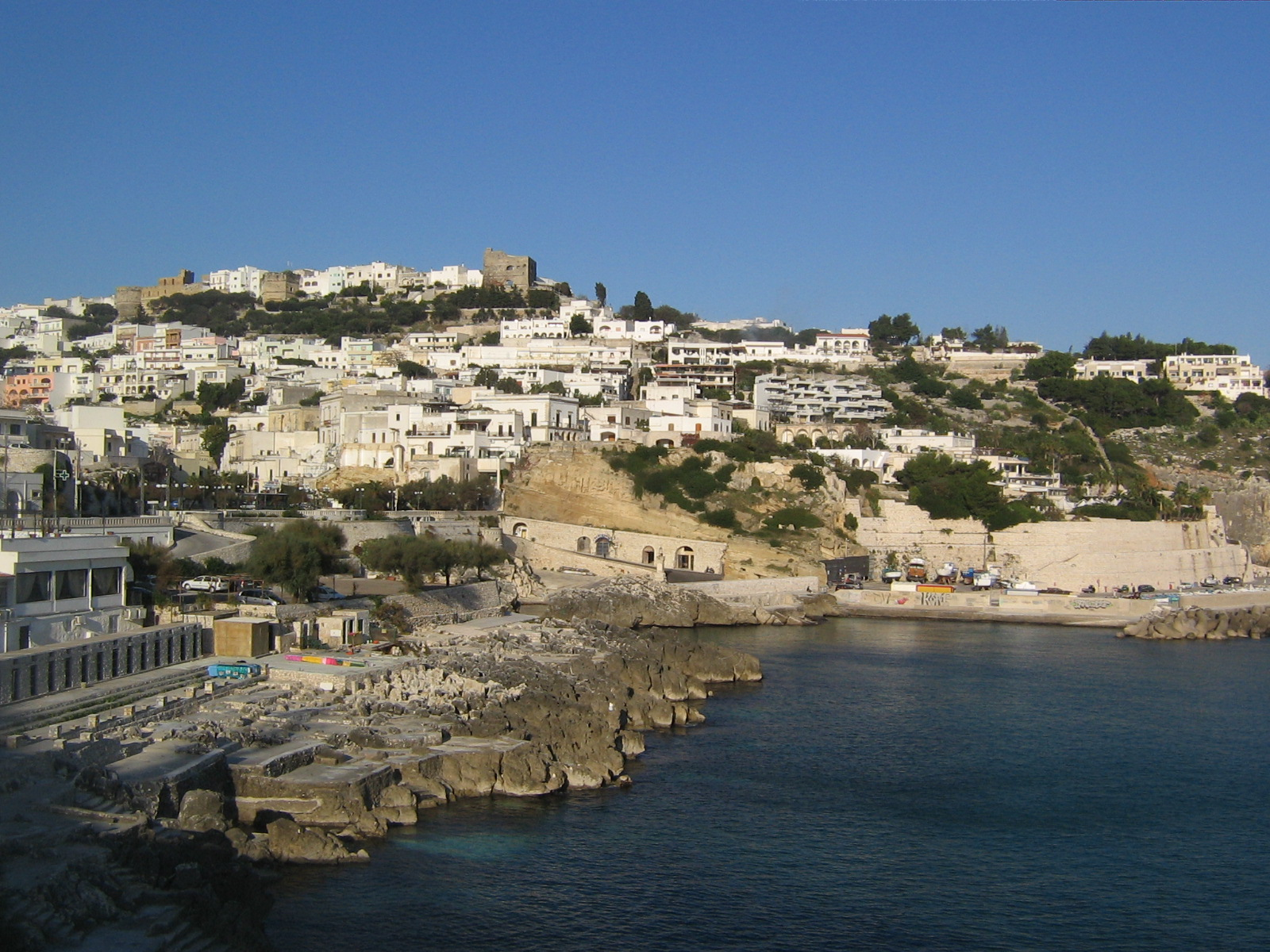

- Официальный сайт: http://www.comune.castro.le.it/ Архивная копия от 22 июля 2011 на Wayback Machine